# Woodpecker (Schiff)
Die HMS Woodpecker (U08) war eine Sloop der modifizierten Black-Swan-Klasse der britischen Royal Navy. Sie war eines von mehreren Schiffen dieser Klasse, die an dem in Großbritannien berühmt gewordenen „six-in-one trip“ (dt. etwa: „sechs auf einer Fahrt“) unter dem Kommando von Frederic John Walker teilnahmen, als im Januar/Februar 1944 sechs deutsche U-Boote (alle vom Typ VIIC) auf einer Patrouille versenkt werden konnten: U-592 am 31. Januar, U-762 am 8. Februar, U-734 und U-238 am 9. Februar, U-424 am 11. Februar sowie U-264 am 19. Februar.
Die Woodpecker wurde am 20. Februar von einem Torpedo von U 256 getroffen. Der Versuch, die schwer beschädigte Sloop einzuschleppen, scheiterte am 27. nahe der Scilly-Inseln. Die an Bord verbliebene Restbesatzung konnte abgeborgen werden.

## Geschichte derWoodpecker
Das Schiff wurde bei William Denny and Brothers in Dumbarton, Schottland, gebaut. Die Kiellegung erfolgte am 23. Februar 1941, am 29. Juni 1942 wurde es vom Stapel gelassen, wobei es als erstes Schiff der Royal Navy nach dem Buntspecht benannt wurde, und dann am 14. Dezember 1942 in Dienst gestellt. Die Sloop erhielt einen Hedgehog-Werfer und war mit Radar ausgerüstet.

Die Bauwerft hatte 1942 schon zwei sehr ähnliche Sloops für die Royal Indian Navy fertiggestellt und es folgten noch sieben weitere Neubauten für die Royal Navy.
Nach ihrer Indienststellung wurde die Sloop der 7th Escort Group zugeteilt. Ihr erster Einsatz erfolgte an den Geleitzügen ON164 nach Neufundland und dem einlaufenden Konvoi SC120, die keine Verluste erlitten.
Im April 1943 wurde die Woodpecker der 2nd Escort Group unter Frederic John Walker auf der kurz vorher in Dienst gestellten Starling zugeteilt. Zuerst gehörten zur Gruppe auch noch die Sloops Cygnet, Kite, Wild Goose und Wren. Die Gruppe war als Verstärkung für angegriffene Konvois gedacht.

### Beteiligung derWoodpeckeran U-Boot-Versenkungen
- 24. Juni 1943: Versenkung von U 449 (Typ VII C) nordwestlich von Kap Ortegal durch Wasserbomben zusammen mit Wren, Kite und Wild Goose (49 Tote, Totalverlust), Starling hatte zuvor schon U 119 versenkt und war durch einen Rammstoß beschädigt.[1]
- 30. Juli 1943: Versenkung des auslaufenden U-Versorgers U 462 im Golf von Biskaya durch eine Handley Page Halifax und Wasserbomben der Wren,  Kite, Wild Goose und HMS Woodcock (1 Toter)[1]
- 30. Juli 1943: Versenkung von U 504 (Typ IX C) im Nordatlantik vor Kap Ortegal durch Wasserbomben mit der Kite und Wild Goose (53 Tote, Totalverlust)[1]
- 6. November 1943: Versenkung von U 226 (Typ VII C) im Nordatlantik, östlich von Neufundland durch Wasserbomben zusammen mit Starling, Woodcock und Kite (51 Tote, Totalverlust)[1]
- 8. Februar 1944: Versenkung von U 762 (Typ VII C) im Nordatlantik durch Wasserbomben mit dem Schwesterschiff Wild Goose (51 Tote, Totalverlust)[1]
- 11. Februar 1944: Versenkung von U 424 (Typ VII C) südwestlich von Island durch Wasserbomben wieder mit Wild Goose, (50 Tote, Totalverlust)
- 19. Februar 1944: Versenkung U 264 (Typ VII C) im Nordatlantik mit den Schwestern Wild Goose und Starling (keine Toten)[1]

## Verbleib
Im Februar 1944 eskortierte die Woodpecker unter dem Kommando von H. L. Pryse den Konvoi ON-224. Am 20. Februar 1944 wurde das Schiff am Heck von einem durch U 256 abgeschossenen akustischen Torpedo getroffen und dadurch manövrierunfähig, sank aber nicht. Als die Woodpecker durch das Hilfsschiff Stormcloud in Richtung Großbritannien geschleppt wurde, sank sie am 27. Februar 1944 im Atlantik auf der Position 48° 49′ N, 22° 11′ W. Die Notbesatzung, die sich während der Rückführungsfahrt an Bord befand, konnte gerettet werden.

## Weitere Weblinks
- “Modified BLACK SWAN” sloops (1942–1946)